# Indre Fosen
Indre Fosen is een gemeente in de Noorse provincie Trøndelag. De gemeente ontstond op 1 januari 2018 door de samenvoeging van de gemeentes Leksvik in de provincie Nord-Trøndelag en Rissa in de provincie Sør-Trøndelag op dezelfde dag waarop deze provincies werden samengevoegd. Samen telden deze ruim 10.000 inwoners.

## Plaatsen in de gemeente
- Årnset (hoofdplaats)
- Askjem
- Bergbygda
- Blankbygda
- Dalbygda
- Hindrem
- Kroa
- Leksvik
- Myrahaugen
- Råkvågen
- Rønningen
- Seter
- Vannvikan
- Vanvikan

Åfjord · Flatanger · Frosta · Frøya · Grong · Heim · Hitra · Holtålen · Høylandet · Inderøy · Indre Fosen · Leka · Levanger · Lierne · Malvik ·  Melhus · Meråker · Midtre Gauldal · Nærøysund · Namsos · Namsskogan · Oppdal · Orkland · Ørland · Osen · Overhalla · Rennebu · Rindal · Røros · Røyrvik · Selbu · Skaun · Snåsa · Steinkjer · Stjørdal · Trondheim · Tydal · Verdal

Fylker van Noorwegen